# Guojian Chen
Guojian Chen (Cholon, Vietnam, 1 de diciembre de 1939) es hispanista, traductor y escritor español de ascendencia china y vietnamita, tiene la nacionalidad española desde 1991.

## Trayectoria
Chen viajó y residió en China desde 1948, dónde estudió y se licenció en lengua española por la Universidad de Economía y Comercio de Pekín. Trabajó como profesor de castellano de 1961 a 1972 en dicha universidad y de 1972 a 1991 en la Universidad de Estudios Extranjeros de Cantón, excepto el año 1981 cuando estudió en un curso de superación en El Colegio de México.
Desde 1991 reside en España y tiene la nacionalidad española.
Como estudiante en la Universidad de Pekín eligió el español como idioma extranjero de estudio por el interés que despertó su lectura del Quijote en chino.
Chen realizó numerosas publicaciones sobre autores chinos, especialmente poetas, como Trescientos poemas de la Dinastía Tang obra en la que traduce poemas de los líricos significativos y famosos en la literatura china. Ha realizado las primeras traducciones al español de poetas chinos como la que realizó de Tang en 1988 cuando todavía se encontraba en la Universidad de Cantón. Destacar entre estas publicaciones de poetas chinos traducidos al español, «Poesía clásica china», el libro «Poemas de Li Po» y «Li Po», también conocido en español como Li Bai, un trabajo que Chen dedica en su faceta de traductor como conocedor del castellano para difundir los mejores poetas de China. En su obra Poesía clásica china selecciona noventa y dos poetas chinos pero destaca tres, Li Po, Du Fu y Bai Juyi a los que reconoce como los tres grandes maestros. Además en el libro incluye algunos de los poemas anónimos que la tradición china considera como grandes logros líricos.
Destacar su libro de 2011 Antología de poetas prostitutas chinas por recoger la historia de estas poetas prostitutas que empezaron con esta tradición en la época de la dinastía Tang y la dinastía Song, época del mayor apogeo de la lírica china, y siguieron hasta el siglo XXI. La vida personal de hasta 28 poetas prostitutas, cómo a pesar de la injusticia social o discriminación, su obra artística era apreciadas, poesía, caligrafía, pinturas, una obra valorada y estudiada en los programas de arte chinos.

### Traducciones
Chen realizó numerosas traducciones del chino al español y del español al chino de obras literarias de ambos idiomas. Tradujo al chino la obra teatral  Una libra de carne de Agustín Cuzzani, la novela de Benito Pérez Galdós El 19 de marzo y el 2 de Mayo, El Capitán Veneno (novela) de Pedro Antonio de Alarcón, El sí de las niñas de Leandro Fernández de Moratín. Tradujo del chino al español numerosos textos líricos chinos, destacar los libros Poemas de Bai Juyi, Poemas de Tang, Eres tan bella como una flor, pero las nubes nos separan, Poesía clásica china, Poemas de Li Po, Poesía caligrafiada e ilustrada, Lo mejor de la poesía amorosa china o Poesía china elemental.

## Obras seleccionadas

### Ensayos
- 1988 - La cultura española se viste de amarillo - Revista Leer - Madrid.
- 1988 - Cervantes en China: ABC, Madrid.
- 1991 - El español bajo Nubes Blancas - Revista “China hoy”.
- 2008 - Sobre la traducción poética entre chino y español - Boletín de la Universidad de Estudios Extranjeros - Cantón - China.
- 2011 Antología de poetas prostitutas chinas. ISBN 978 84 9895 7624.[6]
- 2015 La poesía china en el mundo hispánico. Miraguano. ISBN 978-84-7813-427-4 EAN 9788478134274.[7]

### Otros géneros
- 1993 - Diccionario chino de modismos y frases de la lengua española - Editorial Shanwu - Pekín.
- 1992 - Estudio crítico de diccionarios de la lengua española (Parte correspondiente del libro Estudio crítico de diccionarios de las lenguas inglesa, rusa, alemana, francesa, española y japonesa) - Editorial Shanwu - Pekín.
- 1991 - Introducción a la lengua española, Editorial Waiyuyinxiang - Guangzhou.
- 1989 - Curso de traducción del chino al español (en colaboración con Zhao Shiyu) - Editorial Waiyijiaozxueyu Yanjiu - Pekín.
- 1988 - La belleza fónica del Quijote - Revista “Lenguas Extranjeras de Nuestros Días”.
- 1987 - Curso de traducción del chino al español - Instituto Universitario de Lenguas Extranjeras de Guangzhou.
- 1986 - El uso de los antónimos en el Quijote - Revista “Lenguas Extranjeras de Nuestros Días”  núm.4 - Guangzhou.
- 1985 - El sujeto de las oraciones en la traducción del chino al español - Revista “Idiomas Extranjeros”, núm. 4 de - Shanghay.
- 1984 - El uso de oraciones adjetivas del castellano en la traducción del chino al español, Revista “Lenguas Extranjeras de Nuestros Días”, núm. 2.
- 1983 - El uso de la sinonimia en el Quijote, Revista “Lenguas Extranjeras de Nuestros Días”, núm.4, Guangzhou.
- 1983 - La traducción de la estructura predicado-complemento del chino al castellano, Revista “Lenguas Extranjeras de Nuestros Días”, núm.2, Guangzhou.
- 1983 - Comparación entre las estructuras de las oraciones del español y las del chino. “Tesis escogidas del Congreso de Estudios e Investigaciones del Instituto Universitario de Lenguas Extranjeras de Guangzhou”.
- 1982 - El cambio de las partes de la oración en la traducción del chino al castellano, Revista “Lenguas Extranjeras de Nuestros Días”, núm. 4,Guangzhou.
- 1981 - Poemas de Li Po, Revista “Estudios de Asia y Africa”, vol. XVI, n.º 1, El Colegio de México, México,.
- 1981 - Poemas de Du Fu, Revista “Estudios de Asia y Africa”, vol. XVI, n.º 2, El Colegio de México, México.
- 1980 - Crítica del diccionario de Incorrecciones y Particularidades del Lenguaje, revista “Estudios Lexicográficos”, núm. 4 de 1981 y revista “Idiomas Extranjeros”, Shanghay.
- 1980 - La repetición de las palabras y su tratamiento en la traducción del chino al español, Revista “Lenguas Extranjeras de Nuestros Días”, núm.1, Guangzhou.
- 1980 - Lengua Española. Manual de texto para estudiantes. Instituto Universitario de Lenguas Extranjeras de Guangzhou.
- 1979 - La traducción de las metáforas chinas al español, Revista “Lenguas Extranjeras de Nuestros Días”, núm.4, Guangzhou.
- 1979 - Evolución del español de América y algunas de sus particularidades, revista “Enseñanza de Idiomas Extranjeros”, núm. 4 ,Pekín.
- 1979 -  El cambio cuantitativo léxico en la traducción del chino al español, Revista “Lenguas Extranjeras de Nuestros Días”, núm.3, Guangzhou.
- 1979 - La traslación del sentido de las palabras en la traducción del chino al español, Revista “Lenguas Extranjeras de Nuestros Días”, núm.1, Guangzhou.

### Libros de traducciones
- 1988 Poemas de Tang Edad de oro de la poesía China. Edit: Poesía Cátedra. ISBN: 8437607787.[8]

- 2001 Poesía Clásica China. Madrid. ISBN 10: 8437618827cISBN 13: 9788437618821.[9]
- 2006 Poesía caligrafiada e ilustrada, Prólogo de Valentín García Yebra, de la Real Academia Española, Editorial Tran, Madrid.  ISBN 10: 8461128362 ISBN 13: 9788461128365.[10]
- 2007 Lo mejor de la poesía amorosa china, Prólogo de Luis María Anson, Editorial Calambur, Madrid. ISBN: 8483590220, ISBN 13: 9788483590225.[11]
- 2008 Poesía china elemental, Editorial Miraguano, Madrid. ISBN 10: 8478133259 ISBN 13: 9788478133253.[12]
- 2010 Antología de poetas prostitutas chinas. ISBN 978-84-9895-762-4 EAN 9788498957624.[6]
- 2023 Antología poética, Editorial Cátedra, Madrid. ISBN 978-84-376-4545-2.[13]

## Reconocimientos
- 1982 - Premio de la provincia de Guangdong en 1983 por la traducción de Copa en mano, pregunto a la luna, editado por El Colegio de México.
- Premio de la Universidad de Estudios Extranjeros de Guangzhou en 1987 por la traducción de Poemas de Bai Juyi, publicado por Viento Sur, en Lima, Perú.
- 1988 - Premio de la Universidad de Estudios Extranjeros de Guangzhou en 1989 por la traducción Poemas de Tang, edad de oro de la poesía china, Cátedra, Madrid.
- Premio por Contribución Especial al Libro Chino, edición cuarta, otorgado por el gobierno de China, en septiembre de 2009, por la traducción de la poesía china